# Желіславиці (Сілезьке воєводство)
Желіславиці (пол. Żelisławice) — село в Польщі, у гміні Севеж Бендзинського повіту Сілезького воєводства.
Населення — 1141 особа (2011).
У 1975-1998 роках село належало до Катовицького воєводства.

## Демографія
Демографічна структура станом на 31 березня 2011 року:
|          | Загалом | Допрацездатний вік | Працездатний вік | Постпрацездатний вік |
| -------- | ------- | ------------------ | ---------------- | -------------------- |
| Чоловіки | 543     | 97                 | 385              | 61                   |
| Жінки    | 598     | 115                | 356              | 127                  |
| Разом    | 1141    | 212                | 741              | 188                  |